# ATP Challenger Nagareyama
Der ATP Challenger Nagareyama (offiziell: Nagareyama Challenger) war ein Tennisturnier, das von 1982 einmal in Nagareyama, Japan, stattfand. Es gehörte zur ATP Challenger Tour und wurde im Freien auf Hartplatz gespielt.

## Liste der Sieger

### Einzel
| Jahr | Sieger          | Finalgegner    | Ergebnis      |
| ---- | --------------- | -------------- | ------------- |
| 1982 | Russell Simpson | Charles Strode | 6:3, 6:7, 7:5 |

### Doppel
| Jahr | Sieger                       | Finalgegner                | Ergebnis      |
| ---- | ---------------------------- | -------------------------- | ------------- |
| 1982 | Charles Strode Morris Strode | Sashi Menon Walter Redondo | 4:6, 6:1, 6:4 |